# Alfred Sjelvgren
Alfred Åke Sjelvgren, född 3 februari 1996 i Karlskrona, är en svensk journalist och programledare.
Sjelvgren har studerat arkeologi vid Lunds universitet. Han sände eftermiddagsblocket i P4 Blekinge tillsammans med Patrik Franke 2022 och Vaken med P3 och P4 tillsammans med Peter Sundberg 2023.
År 2022 gjorde Sjelvgren radiodokumentären Tony Granqvist – Rånaren som blev popidol om fängelsebandet Jailbird Singers tillsammans med Malte Just.